# 谷口海斗
谷口 海斗（たにぐち かいと、1995年9月7日 - ）は、三重県北牟婁郡紀北町出身のプロサッカー選手。Jリーグ・アルビレックス新潟所属。ポジションはフォワード（FW）。
Jリーグの全カテゴリーで二桁得点を達成した3人の選手の内の1人（他はレオナルドと杉本健勇)である。

## 来歴
5歳の時、海山FCでサッカーを始めた。四日市中央工業高校では3年間Bチームでプレー。岐阜経済大学へ進学後は、入学直後からトップチームに在籍し、主戦場であったボランチから、1年次はセンターバックで出場し、2年次からはセンターバックからフォワードへ転向した。4年次には主将を務めた他、東海学生サッカーリーグ戦1部では3試合でハットトリックを達成するなど、19得点を記録し得点王となった。
2018年より、グルージャ盛岡へ加入。序盤戦は怪我により戦線離脱を経験したが、復帰後は得点を重ねリーグ5位の15得点を記録した。2019年シーズンも主力として活躍し9ゴールをあげる活躍をした。
2020年シーズンにロアッソ熊本へ移籍。左ウインガーとして、カットインからの右足、タイミングのいい飛び込みを武器に中心的な活躍をみせゴールを量産した。最終的に18ゴールを決めJ3リーグ得点王に輝いた。
2021年にJ2に所属するアルビレックス新潟へ完全移籍で加入した。同年のシーズン開幕当初は途中交代での出場に限られていたが、それまで先発メンバーであった鈴木孝司の負傷離脱により第8節金沢戦より先発起用される。第10節愛媛戦でJ2初ゴールを決めるなど活躍し、鈴木の復帰後も併用された。最終的にリーグ戦全試合に出場しチームトップとなる13得点を決めた。
チームがJ1に昇格した2023年シーズンは負傷続きのシーズンとなった。3月11日の川崎戦で左膝を負傷。4月には復帰したが7月12日の天皇杯の富山戦で再び左膝を痛め戦線離脱。8月30日に天皇杯で再復帰してゴールを決めるも、同試合のアディショナルタイムに左足首を負傷して離脱。再々復帰は10月となった。
2024年シーズンは開幕戦のサガン鳥栖戦でのゴールが2・3月の月間ベストゴールに選ばれ、リーグ戦での得点を2桁に乗せる活躍を見せた。これにより日本人としては初のJリーグの全カテゴリ（J1、J2、J3）で2桁得点をあげた選手となった。

## 人物
アルビレックス新潟のクラブハウスで谷口農園と呼ばれる農園を作り、園長として野菜を育てている。

## 所属クラブ
- 海山FC
- 紀州エスフォルソFC
- 三重県立四日市中央工業高等学校
- 岐阜経済大学
- 2018年 - 2019年  グルージャ盛岡 / いわてグルージャ盛岡
- 2020年  ロアッソ熊本
- 2021年 -  アルビレックス新潟

## 個人成績
| 国内大会個人成績 | 国内大会個人成績 | 国内大会個人成績 | 国内大会個人成績 | 国内大会個人成績 | 国内大会個人成績 | 国内大会個人成績 | 国内大会個人成績 | 国内大会個人成績 | 国内大会個人成績 | 国内大会個人成績 | 国内大会個人成績 |
| 年度             | クラブ           | 背番号           | リーグ           | リーグ戦         | リーグ戦         | リーグ杯         | リーグ杯         | オープン杯       | オープン杯       | 期間通算         | 期間通算         |
| 年度             | クラブ           | 背番号           | リーグ           | 出場             | 得点             | 出場             | 得点             | 出場             | 得点             | 出場             | 得点             |
| 日本             | 日本             | 日本             | 日本             | リーグ戦         | リーグ戦         | リーグ杯         | リーグ杯         | 天皇杯           | 天皇杯           | 期間通算         | 期間通算         |
| ---------------- | ---------------- | ---------------- | ---------------- | ---------------- | ---------------- | ---------------- | ---------------- | ---------------- | ---------------- | ---------------- | ---------------- |
| 2014             | 岐経大           | 15               | -                | -                | -                | -                | -                | 1                | 0                | 1                | 0                |
| 2017             | 岐経大           | 10               | -                | -                | -                | -                | -                | 1                | 1                | 1                | 1                |
| 2018             | 盛岡/岩手        | 25               | J3               | 23               | 15               | -                | -                | 1                | 0                | 24               | 15               |
| 2019             | 盛岡/岩手        | 10               | J3               | 32               | 9                | -                | -                | 2                | 1                | 34               | 10               |
| 2020             | 熊本             | 9                | J3               | 34               | 18               | -                | -                | -                | -                | 34               | 18               |
| 2021             | 新潟             | 7                | J2               | 42               | 13               | -                | -                | 1                | 0                | 43               | 13               |
| 2022             | 新潟             | 7                | J2               | 36               | 9                | -                | -                | 1                | 0                | 37               | 9                |
| 2023             | 新潟             | 7                | J1               | 21               | 3                | 4                | 1                | 2                | 1                | 27               | 5                |
| 2024             | 新潟             | 7                | J1               | 34               | 10               | 8                | 3                | 1                | 1                | 43               | 14               |
| 2025             | 新潟             | 7                | J1               |                  |                  |                  |                  |                  |                  |                  |                  |
| 通算             | 日本             | 日本             | J1               | 55               | 13               | 12               | 4                | 3                | 2                | 70               | 19               |
| 通算             | 日本             | 日本             | J2               | 78               | 22               | -                | -                | 2                | 0                | 80               | 22               |
| 通算             | 日本             | 日本             | J3               | 89               | 42               | -                | -                | 3                | 1                | 92               | 43               |
| 通算             | 日本             | 日本             | 他               | -                | -                | -                | -                | 2                | 1                | 2                | 1                |
| 総通算           | 総通算           | 総通算           | 総通算           | 222              | 77               | 12               | 4                | 10               | 4                | 244              | 85               |

- 太字はシーズン最多

出場歴
- Jリーグ初出場 - 2018年5月20日 J3 第11節 藤枝MYFC戦（いわぎんスタジアム）
  - 初得点 - 2018年6月10日 J3 第13節 ギラヴァンツ北九州戦（いわぎんスタジアム）

## タイトル

### クラブ
アルビレックス新潟
- J2リーグ（2022年）

### 個人
- J3リーグ・得点王（2020年）
- J3リーグ・月間ベストゴール（2020年12月）
- J1リーグ・月間ベストゴール　(2024年2・3月)